# Uszty-kuti járás

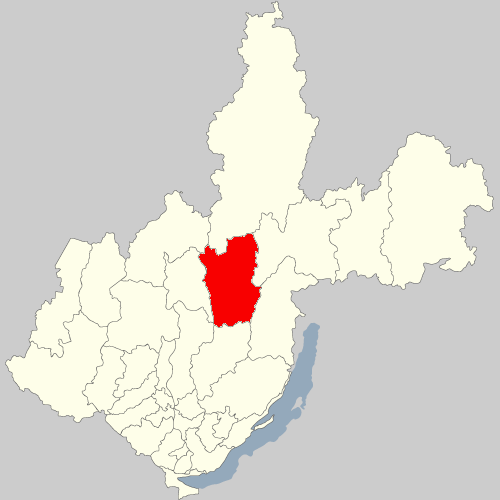
Az Uszty-kuti járás az Irkutszki területen

Az Uszty-kuti járás (oroszul Усть-Ку́тский райо́н) Oroszország egyik járása az Irkutszki területen. Székhelye Uszty-Kut.

## Népesség
- 1989-ben 20 704 lakosa volt.
- 2002-ben 10 765 lakosa volt.
- 2010-ben 53 791 lakosa volt, melyből 50 097 orosz, 1125 ukrán, 337 tatár, 236 azeri, 185 fehérorosz, 146 kirgiz stb.